# Personaggi di Cyberpunk 2077
Di seguito sono riportati i vari personaggi di Cyberpunk 2077.

## Personaggi principali

### V
È il protagonista di Cyberpunk 2077. Noto a tutti come 'V', il suo vero nome è, in base al sesso scelto all'inizio dell'avventura, Valerie o Vincent. È un mercenario estremamente abile, e nel corso della storia attira l’attenzione dei migliori fixer (intermediari tra clienti e mercenari) della città, guadagnandosi quindi sempre più clienti, i quali variano dall’essere comuni cittadini a persone facoltose, celebrità, corporazioni; a volte sono anche i suoi amici e i fixer stessi. Dopo aver rubato il Relic di Johnny Silverhand, questi comincia a sovrapporre le sue memorie e la sua personalità a quella di V. Il mercenario comincia così una lunga ed estenuante ricerca nel tentativo di trovare un modo per rimuovere il Relic e salvarsi la vita. Nel corso dell'avventura, V e Johnny stringeranno amicizia e insieme impareranno a conoscere le dinamiche di Night City e gli abitanti che la popolano. V, nella sua versione maschile, è doppiato da Gavin Drea, e da Cherami Leigh nella sua versione femminile.

### Johnny Silverhand
Johnny può essere considerato il co-protagonista di Cyberpunk 2077. Il personaggio era già apparso nel gioco da tavolo Cyberpunk 2020, ma qui il suo ruolo viene ampliato notevolmente. Johnny presenta il braccio sinistro completamente robotico e veste da musicista rock con occhiali da sole. Fumatore incallito e gran seduttore, l'unica donna che ha amato veramente è stata Rogue, nonostante l'abbia tradita diverse volte. Il suo vero nome è Robert John Linder ed è nato nel 1989. Diventato maggiorenne, si arruola nell'esercito e combatte nella Prima Guerra dell'America Centrale, un'esperienza che lo porta a comprendere che il vero nemico dei cittadini sono le Corporazioni, che sfruttano le persone per i loro fini. Dopo aver lasciato l'esercito forma una sua band rock chiamata Samurai, con la quale denigra l’Arasaka; finisce così per trasformare il suo gruppo musicale in una banda di terroristi. Il carattere di Johnny cambia completamente: diventa borioso, strafottente e menefreghista, con l'unico obiettivo di distruggere l'Arasaka. Poco a poco, anche i suoi compagni si rendono conto che stanno calcando troppo la mano e cercano di convincere Johnny a smettere, ma lui si rifiuta e volta loro le spalle. 
Nel 2013 ha una relazione con Alt Cunningham, formidabile netrunner dell'Arasaka, che però ha il compito di spiarlo. Nonostante Johnny ne sia a conoscenza, prosegue comunque la loro relazione. Un giorno Alt viene rapita e Johnny, insieme a Rogue, tenta di salvarla, ma arriva troppo tardi e la ragazza muore. Tempo dopo, decide di assaltare l'Arasaka per distruggerla completamente, ma viene catturato da Adam Smasher. Invece di ucciderlo, lo imprigionano dentro una nuova tecnologia chiamata "Relic", una sorta di prigione virtuale dove viene rinchiuso l'engramma di Johnny con all'interno tutti i suoi ricordi e la sua personalità, e infine gettano il corpo senza vita nella discarica di Night City.
Per 50 anni Johnny rimane intrappolato nel Relic, finché nel 2077 due mercenari, Jackie e V, rubano il congegno. Quest'ultimo, per proteggere il dispositivo, se lo infila nella testa risvegliando il Relic e Johnny. Così facendo il Relic comincia a sovrapporre la mente di V a quella di Johnny. All'inizio, i due non vanno d'accordo, ma col il tempo stringono amicizia e Johnny, seguendo V nella sua carriera da mercenario, non perde mai l’occasione di commentare, supportare o sfottere i suoi lavori.  
In base alle scelte compiute nel corso dell'avventura, si potrà consolidare o meno il loro rapporto e nel finale sarà possibile scegliere di assaltare l'Arasaka insieme a Rogue, lasciando il controllo a Johnny. Se poi si sceglierà di lasciare il corpo a Johnny, se ne andrà da Night City per sempre per cominciare una nuova vita. Johnny Silverhand è doppiato da Keanu Reeves, che gli presta anche il volto.

### Jackie Welles
Migliore amico di V a Night City. In base alla scelta delle origini, l'incontro tra lui e V sarà diverso. Indipendentemente da queste scelta, i due faranno amicizia fino a diventare migliori amici. Nato nei quartieri poveri di Night City, Jackie ha avuto un'infanzia difficile a causa del degrado del suo quartiere e a causa di suo padre, dal carattere violento. In tenera età si unisce alla banda Valentinos, fino a quando sua madre non lo scopre. La donna riuscirà quindi a convincerlo a lasciare la banda per vivere in autonomia ed essere indipendente. Jackie comincia così a fare il mercenario, curando la sua famiglia e coltivando amicizie, valori importanti per lui: il suo sogno è quello di dare una vita agiata alla sua famiglia. Vive ancora con la madre, con cui è molto legato, ed è fidanzato con Misty, e ha intenzione di sposarla. Una delle passioni più grandi di Jackie sono le moto: ne possiede una, e dopo la sua morte, sua madre la dona a V, dicendo che è la persona più adatta a guidarla, dopo Jackie.
Dopo l'incontro con V, i due progettano di fare soldi insieme per vivere nel lusso. Vengono contattati dal fixer Dexter Deshawn, che li assolda per recuperare un oggetto dall'Arasaka. Jackie e V si infiltrano così negli alloggi di Yorinobu Arasaka. Il colpo non va secondo i piani e, rimanendo nascosti, assistono all'omicidio di Saburo Arasaka da parte del figlio. Recuperato comunque l'oggetto, i due tentano la fuga, ma vengono scoperti. Jackie rimane ferito gravemente e muore tra le braccia di V. Jackie è doppiato da Jason Hightower.

### Evelyn Parker
È una persona molto ambiziosa, che desidera una vita diversa da quella a Night City. È una donna molto affascinante ed è membro della gang Mox. Unendosi al gruppo è diventata una Doll, una prostituta con il chip da Doll, che subisce un cambio di carattere in base ai gusti personali del cliente. Diventando una Doll famosa fa di casa il locale Clouds dove conosce Judy Alvarez che gestisce finanziariamente il locale. Le due diventano migliore amiche ben presto al punto di considerarsi una famiglia.
Evelyn fa spesso visita a Yorinobu come "visita di piacere" e la gang Voodos Boys sapendo di questa cosa l'assoldano per rubare il Relic con all'interno l'engramma di Johnny Silverhand. Evelyn decide a sua volta di ingaggiare il fixer Dexter Deshawn per svolgere l'incarico e questi assolda due mercenari: Jackie e V. Il fixer presenta V a Evelyn e grazie alla Braindance riescono a trovare il nascondiglio del Relic nell'alloggio di Yorinobu, inoltre la Doll propone a V di tradire Dexter e lavorare per lei. Dopo aver recuperato il Relic, Evelyn per diverso tempo si nasconde al Lizzie's Bar sotto la protezione delle Mox per poi tornare al lavoro al Clouds. Mentre è impegnata con un cliente è connessa alla rete e i Voodos Boys gli lanciano un potente virus per ucciderla perché conosce troppi segreti sul loro conto. Il virus tuttavia non la uccide, ma la fa cadere in coma. Il custode del Clouds prova invano a farla restaurare, così decide di sbarazzarsi di lei dopo averla violentata. Il custode l'affida al bisturi Fingers per provare invano a farla aggiustare, così consegna Evelyn agli Scavengers per essere utilizzata nella produzione di Braindance snuff del mercato nero. La gang effettua ogni esperimento su di lei e forse anche violenza sessuale, ma alla fine V e Judy riescono a trovarla e a recuperarla. V la porta all'appartamento di Judy ancora in stato comatoso dove la ragazza decide di prendersi cura di lei. Poco a poco Evelyn migliora e riesce a riprendersi, ma il trauma per le diverse cose subite la porta al suicidio tagliandosi le vene nella vasca da bagno. Il suo corpo viene cremato e le ceneri sepolte al Colombario. La morte di Evelyn turba profondamente Judy per molto tempo e in base alle scelte compiute solo l'avvicinarsi a V aiuta Judy a superare il lutto e se il protagonista ha il corpo e la voce da donna può cominciare una relazione con Judy ponendo fine definitivamente al suo dolore per la morte di Evelyn. È doppiata da Kari Wahlgren.

### Judy Alvarez
Judy è un tecnico di Braindance tra i più bravi in tutta Night City, la sua enorme abilità nell'uso dei sistemi informatici è paragonabile a un hacker o a un Netrunner e potrebbe arricchirsi in qualsiasi momento facendosi assumere da una Corporazione, ma ella odia prendere ordini e ama essere libera e rifiuta il sistema governale di Night City, così si unisce alla gang Le Mox. Nonostante il suo carattere anarchico ella odia le ingiustizie e si è unita alle Mox con l'obiettivo di migliorare la vita delle persone nei quartieri più difficili di Night City. Il suo carattere ribelle la porta spesso a cacciarsi nei guai infatti molte volte ha avuto a che fare con la polizia. È una giovane ragazza molto attraente e si veste sempre in modo molto sportivo e su gran parte del suo corpo ci sono tatuaggi.
Ella è nata a Laguna Bend, un piccolo quartiere fuori da Night City, ma intorno al 2062 il quartiere viene comprato da una corporazione che ha obbligato i residenti a lasciare il luogo con l'intento di trasformarlo in un bacino idrico. Judy si reca nel cuore della città, dove comincia a lavorare al locale Clouds; qui conosce Maiko Maeda e stabilisce con lei una relazione; tuttavia le due si lasciano, perché Maiko è salita di grado grazie a Judy, diventando ambiziosa e senza scrupoli. Judy lascia il Clouds e si unisce alle Mox iniziando a lavorare al Lizzie's Bar, dove conosce Evelyn Parker e le due diventano migliore amiche. Nel 2077 Evelyn tramite Dexter Deshwan convoca al locale Lizzie's Bar il mercenario V per effettuare un lavoro all'Arasaka e la Doll presenta V a Judy, facendole vedere la Braindance di Evelyn con Yorinobu Arasaka. Tempo dopo l'attacco all'Arasaka Evelyn scompare e Judy chiede aiuto a V a ritrovarla e dopo diverse indizi e piste riescono a ritrovarla, ma ormai la Doll è in coma e perennemente abusata. V porta Evelyn all'appartamento di Judy e la ragazza si prende cura dell'amica e poco a poco le sue condizioni migliorano, ma la Doll non riesce a superare il trauma subito e si suicida tagliandosi le vene nella vasca di Judy. La morte di Evelyn turba profondamente Judy al punto di chiedere a V vendetta contro tutti coloro che l'hanno spinta a tale gesto. Il rapporto tra Judy e V diventa sempre più stretto e la ragazza decide di creare un chip di autodifesa per tutte le Doll per far sì che non subiscano più danni dai loro clienti. Ma per fare tutto questo Judy è costretta a chiedere l'aiuto di Maiko per uccidere i capi dei Tiger Claws affinché i nuovi leader possano dare protezione alle Doll. Il giorno dell'assassinio scoprono che Maiko vuole fare un accordo con i leader dei Tiger per diventare il nuovo capo del Clouds. Qui V può decidere se uccidere o non uccidere Maiko. Se V ha stretto un buon rapporto con Judy, tempo dopo l'assalto ella inviterà V in una casa fuori Night City per fare un'immersione nel suo ex quartiere. Qui Judy si apre completamente al mercenario rivelando le sue frustrazioni, il suo dolore e che la morte di Evelyn l'ha distrutta. Se V ha il corpo e la voce femminile si può intraprendere una relazione con Judy dove dopo aver fatto immersione le due si parleranno intimamente in bagno per poi scambiarsi un bacio e fare l'amore, il giorno dopo Judy darà libero accesso al suo appartamento a V. Se V ha il corpo e la voce da maschio i due diventano migliori amici. In base al finale scelto il ruolo di Judy cambia. Se si ha una relazione con lei e si è scelto di assaltare l'Arasaka con gli Aldecaldos, ella lascerà per sempre Night City insieme a V e ai nomadi, invece se si sceglie di assaltare con Rogue impersonando Johnny, ella insieme a V comprano una casa nel cuore di Night City, ma Judy si sente vuota e vuole lasciare la città per trovare sé stessa. Judy è doppiata da Carla Tassara.

### Goro Takemura
Goro è la guardia del corpo personale di Saburo Arasaka. Uomo stoico e fedele all'Arasaka, nonostante abbia una certa età è una persona molto pericolosa in grado di uccidere moltissime persone, tuttavia non è crudele e preferisce evitare la violenza se è possibile. Molto scrupoloso e serio nel suo lavoro ed estremamente fedele a Saburo, inoltre è molto legato alle tradizioni del Giappone. È un buongustaio e crede che il cibo debba essere preparato in modo tradizionale, considerando il cibo di Night City una porcheria. È nato a Chiba-11, un pericoloso quartiere del Giappone con un altissimo tasso di omicidi. La sua famiglia gestiva un piccolo negozio di ramen. Da bambino venne reclutato dall'Arasaka per diventare un combattente: nonostante sapesse di essere nientemeno che carne da macello reagì bene alla convocazione, perché la sua vita sarebbe cambiata per sempre, lontana dalla povertà e dal degrado. Diventò un abile soldato e venne ammesso nelle forze speciali, per poi venir scelto personalmente da Saburo Arasaka come propria guarda del corpo. Negli anni ha cominciato a idolatrarlo vedendolo come una figura paterna; inoltre viene incaricato di addestrare Sandayu Oda, che sarebbe diventato la guardia del corpo di Hanako Arasaka, figlia minore di Saburo. 
Nel 2077 Saburo si reca a Night City per vedere il figlio Yorinobu e recuperare il Relic, ma Yorinobu uccide il padre per impossessarsi della corporazione, dando la colpa a ignoti nel Konpeki Plaza. Goro, disperato per la morte di Saburo, capisce subito che Yorinobu è il vero colpevole, ma senza una prova non può accusarlo e decide di mettersi sulle tracce di V, recandosi alla discarica dove trova Dexter Deshawn intento a gettare il corpo del mercenario morente. Volendosi servire di V come testimone dell’assassinio di Saburo, Goro uccide DeShawn e porta V da Victor Vector per farlo curare. Nel frattempo l'Arasaka, sospettando di Goro, gli disattiva tutti gli impianti rendendolo vulnerabile e inizia a dargli la caccia. Dopo che V si è ripreso, Goro lo contatta e i due si alleano: V aiuta Goro a incastrare Yorinobu, mentre l'ex guardia troverà un modo per salvarlo dal Relic. Dopo diverse missioni, in cui i due possono anche diventare amici, scoprono le vere intenzioni di Yorinobu e che l'unico modo per fermarlo è parlare con la sorella minore: Hanako Arasaka. Provano a chiedere aiuto a Oda in un incontro privato, ma senza successo, così durante l'annuale parata dell'Arasaka rapiscono Hanako per parlare tranquillamente con lei. La conversazione dura poco, perché i soldati dell'Arasaka li rintracciano subito e attaccano l'edificio guidate da Adam Smasher. Se V lascia l'edificio, Goro viene ucciso dai soldati; invece se torna indietro a salvarlo i due fuggono insieme e Goro gli sarà sempre grato per averlo salvato. 
Il suo destino finale cambia in base alle scelte: se V attacca l'Arasaka, Goro farà seppuku dopo averlo maledetto; se invece accetta l'offerta di Hanako, i due progettano insieme di uccidere Yorinobu. È doppiato da Rome Kanda.

### Rogue Amendiares
Rogue è una delle persone più influenti di Night City nonché una delle più famose fixer della città. Appare anche nel gioco da tavolo Cyberpunk 2020. Nonostante nel 2077 abbia all'incirca 80 anni, è ancora una donna molto attraente e grazie alle operazioni riesce ad essere ancora molto bella e agile. È molto autoritaria, non si lascia comandare da nessuno ed è soprannominata "La Regina dell'Afterlife", il bar più chic di Night City frequentato dai mercenari e personaggi più importanti della città. Rogue lo gestisce e lo usa come base per i suoi affari. Da giovane era una ribelle e fuggì di casa per diventare una solista del rock; conobbe Johnny Silverhand e diede inizio a una relazione con lui. Il rapporto con Johnny cambia completamente la giovane perché nonostante lui la tradisca continua ad amarlo e quando nel 2077 viene a sapere che è ancora vivo sotto forma di engramma rivela che per anni ha cercato di dimenticarlo, ma l'amore che prova per lui è incommensurabile.
Nel 2013 Rogue frequenta Santiago e insieme a Johnny organizza spesso attentati all'Arasaka. Una sera Johnny chiede l'aiuto di Rogue e Santiago per liberare la sua ragazza Alt Cunningham, ma quando riescono a penetrare nell'edificio la ragazza ormai è fuggita nel cybermondo sotto forma di engramma. Johnny decide di dare il colpo decisivo all'Arasaka facendo un vero e proprio assalto terroristico. Rogue, insieme a Johnny e ad alcuni compagni, si infiltrano nel palazzo per armare un ordigno nucleare. Durante l'assalto Johnny viene catturato da Adam Smasher e Rogue è costretta a lasciarlo indietro. Da quel giorno in poi ella cominciò a gestire l'Afterlife diventandone la padrona e una delle migliore fixer in circolazione. Nel 2077 incontra Panam facendola diventare una sua mercenaria, inoltre viene contattata dal mercenario V per avere informazioni su Anders Hellman, qui Rogue decide di aiutare il mercenario per una cifra di 15.000 eurodollari. Dopodiché invia V da Panam affinché l'aiuti nella ricerca di Hellman. Se il giocatore vuole può crescere il rapporto con Rogue, così facendo V prende le pillole di Misty per dare il controllo del suo corpo a Johnny e rivelare la verità a Rogue. Una volta fatto, all'inizio la donna stenta a crederci, ma alla fine capisce che sta parlando con lo stesso Johnny che conobbe 53 anni prima. Si scopre che lei non ha mai superato pienamente la morte di Johnny per mano di Adam Smasher e che vuole vendicarlo e che in tutti quei anni ha fatto cose orribili per arrivare a dove si trova ora. Un giorno Johnny chiede a V un appuntamento con Rogue e se si vuole si può lasciare il controllo a Johnny, tuttavia la serata non va come previsto e la donna afferma che non è più quella di una volta e ritorna all'Afterlife. Successivamente in base ai finali il ruolo di Rogue cambia. Se si sceglie di assaltare l'Arasaka impersonando Johnny, Rogue l'aiuterà ad infiltrarsi e una volta arrivati al Mikoshi vengono fermati da Adam Smasher che cattura Rogue ed ella si sacrifica facendosi esplodere con una granata per uccidere il cyborg, ma invano. È doppiata da Jane Perry.

### Alt Cunningham
È la migliore netrunner della storia. Appare anche nel gioco da tavolo Cyberpunk 2020. La sua capacità di netrunner non ha eguali ed è considerata una leggenda, inoltre è colei che ha creato il programma Soulkiller, ovvero il programma per intrappolare le persone nel web tramite engramma, attraverso un Relic. Viene incaricata di tenere d'occhio Johnny Silverhand diventando la sua ragazza, tuttavia il rocker sa benissimo la verità, ma non dice nulla. Una sera Alt viene rapita dagli uomini dell'Arasaka per costringerla a ricreare un Soulkiller per loro, tuttavia Alt si rifiuta e decide di fuggire nel cyberspazio lasciando per sempre il suo corpo fisico. Alt attraversa il Blackwall, il muro considerato insuperabile all'interno del cyberspazio e qui cambia completamente il suo carattere diventando per lo più una IA perdendo ogni traccia di umanità. Nonostante ciò, prova ancora sentimenti per Johnny.
Nel 2077, V, tramite i Voodos Boys, entra nel cyberspazio e supera il Blackwall giungendo al cospetto di Alt. Lei rivela che il Soulkiller sta uccidendo lentamente V e che, se vorrà, potrà creare un suo engramma e fuggire nel cyberspazio come ha fatto lei anni prima. 
Insieme a Reed (che comparirà nell’espansione Phantom Liberty) e all'Arasaka, ha la possibilità di liberare V dal Relic, che però ha diffuso troppe cellule nervose di Johnny, portando il sistema immunitario organico di V ad attaccare il suo stesso cervello uccidendolo in massimo sei mesi. Alt è doppiata da Alix Wilton Regan.

### Panam Palmer
È una ragazza facente parte della tribù nomade Aldecaldos. A causa di una lite con Saul, il loro leader, lascia la tribù per vivere autonomamente trasferendosi a Night City e diventando una mercenaria. È tenace e determinata, forte e indipendente, e non si fa mettere i piedi in testa da nessuno. Il suo carattere caparbio, ma molte volte pericoloso, la spinge a litigare con Saul. Desidera un cambiamento radicale, e anche se il pensiero di troncare i rapporti con la sua famiglia le provoca una profonda tristezza, si trasferisce a Night City, dove entra in contatto con Rogue diventando una sua mercenaria.
Nel 2077, per aver fallito una missione, e aver perso la sua macchina, si arrabbia con Rogue per non aver ricevuto il suo compenso. Tempo dopo, Rogue invia V da Panam per aiutarla a sistemare il favore e allo stesso tempo aiutarla a trovare Hellman. Panam e V risolvono l'incarico e il mercenario aiuta l'ex nomade a recuperare la sua macchina. In seguito, Panam e V pianificano un piano per catturare Hellman e una volta riuscito lo portano in un motel per interrogarlo. Il rapporto con Panam aumenta sempre di più, nonostante lei all'inizio sia restia nei confronti di V. Quando lei chiede però aiuto a V per salvare Saul, il mercenario acconsente. V s'intrufola in una base di una tribù nemica e salva Soul ottenendo la fiducia dell'ex nomade. Tempo dopo, Panam scopre che la Militech intende attaccare la sua ex casa e grazie ad alcuni suoi compagni ancora fedeli, e con l'aiuto di V, recuperano un vecchio carro armato da guerra chiamato Basilisk per difendersi, nonostante Saul sia contrario. Il gruppo assalta il convoglio e recupera il carro, dopodiché lo usano per difendersi dall'assalto. Vinta la battaglia, i nomadi sono costretti a lasciare il luogo e a trasferirsi, tuttavia V ha ottenuto la piena fiducia degli Aldecaldos e di Panam. Se V è di sesso maschile, si può intraprendere una relazione con Panam, e si può avere un rapporto sessuale dentro il Basilisk. Mentre festeggiano la loro vittoria, V ha un malore a causa del Relic e racconta tutta la verità a Panam. Ella rimane sconvolta, ma le offre il suo aiuto e quella della tribù se in futuro dovesse averne bisogno. Se si sceglie di assaltare l'Arasaka con gli Aldecaldos, V contatta Panam per chiedergli aiuto. Lei e tutto il clan accettano di aiutarlo e assaltano un cantiere per arrivare sotto l'Arasaka tramite una scavatrice. Qui Panam, V e Saul si fanno strada nell'edificio per poi essere raggiunti da Adam Smasher, che uccide Saul. Dopo aver sconfitto Smasher e permesso a V di dividersi da Johnny, V e Panam, insieme a tutto il clan, decidono di lasciare per sempre Night City. Se si ha una relazione con Judy, ella fuggirà insieme a V e Panam con gli Aldecaldos. Panam è doppiata da Emily Woo Zeller.

## Personaggi secondari

### Victor Vector
È il bisturi di V nonché suo amico stretto. Uomo molto dedito al lavoro e, nonostante sembri piuttosto burbero, in realtà è gentile e si preoccupa molto per le persone a cui tiene, prova è che molte volte ha fatto degli interventi a V gratis aspettando il pagamento in futuro. Indossa sempre degli occhiali da sole, anche all'interno della sua clinica. In passato è stato un pugile, ma lasciò la carriera sportiva per cimentarsi nel mestiere del bisturi. Quando si entra nella sua clinica lo si trova sempre intento ad assistere a incontri di boxe in tv. 
A Night City conosce Misty, che gli presta il suo magazzino per farne la sua officina, diventando soci. Nel 2077 conosce Jackie Welles e V diventandone amico e fornendo loro impianti e cyberware per la loro carriera da mercenari. Quando V e Jackie fanno il colpo all'Arasaka in cui il giovane Welles muore, V viene salvato da Takemura che lo porta da Victor: qui il bisturi è il primo ad accorgersi del Relic di Johnny Silverhand e gli spiega cosa gli sta causando. Dopo varie peripezie, V trova il modo per togliersi il chip di Johnny e dopo l'incontro con Hanako ritorna da Vic che gli dice che ormai non gli resta più molto tempo e deve decidere: gli lascia quindi sul tavolo le pillole di Misty e una pistola che, in uno dei finali, V può decidere di usare per suicidarsi. È doppiato da Michael Gregory.

### Misty
Il suo nome completo è Misty Olszewski, ma viene chiamata semplicemente Misty. È una ragazza di 26 anni nonché cartomante che gestisce un negozio di spiritualismo sopra l'officina di Victor. È molto amica di Victor e V ed è la fidanzata di Jackie Welles. È una ragazza molto dolce e sensibile e farebbe di tutto per il suo Jackie e alle persone a cui vuole bene. È cresciuta nel quartiere di Heywood e conobbe Jackie da bambina. Una volta cresciuta aprì il suo negozio e si mise in società con Victor Vector, affidandogli la sua cantina facendola diventare una clinica. Nel 2076 rivede Jackie dopo anni e i due alla fine si fidanzano, nonostante la madre di lui fosse contraria alla loro relazione. Misty è di origine polacca e la sua famiglia abita a Varsavia. Nel 2077 quando scopre la morte di Jackie ne esce distrutta, ma aiuta più che può V a risolvere il suo problema con Johnny dandogli due tipi di pasticche, che gli servono rispettivamente a tenerlo a bada o lasciare che controlli temporaneamente il suo corpo. Quando partecipa al funerale di Jackie, chiede a V di andare nel garage per recuperare degli oggetti appartenenti a lui. In giro per la città ci sono dei tarocchi sul muro che, se portati a Misty, ella vedrà il futuro di V. Nel finale, dopo aver parlato con Hanako, V si reca all'officina di Victor perché sta per morire e deve decidere come raggiungere il Mikoshi e Misty porta V sul tetto lasciando che esso/essa decida cosa fare. È doppiata da Erica Lindbeck.

### Mama Welles
Il suo vero nome è Guadalupe Alejandra Welles ma tutti la conoscono come Mama Welles. È la madre di Jackie Welles nonché proprietaria del bar Coyote Bar a Heywood. In passato sposò Raul Welles, membro della gang Valentinos; da lui ebbe diversi figli tra cui Jackie. Il marito però era un uomo violento e continuava ad abusare di lei e a picchiarla, sinché Jackie, diventato adulto, picchiò suo padre minacciandolo di ucciderlo se fosse tornato: da allora non si è più visto. Tutti i suoi figli si sono uniti ai Valentinos e purtroppo sono morti tutti creando una grande depressione per Mama Welles che divenne super protettiva verso Jackie, unico figlio ancora vivo. Nel 2077 Jackie conobbe V e i due divennero subito amici con l'approvazione di Mama Welles che considera V come un figlio/figlia al punto da ospitarlo/ospitarla a casa loro per sei mesi finché V non riesce a trovare un appartamento in città. Mama Welles non approva la relazione di Jackie con Misty, ma dopo la morte del suo ultimo figlio ella decide di conoscere più a fondo Misty ricredendosi su di lei. Con la morte di Jackie cade in una profonda depressione ma, grazie a V, riesce ad avere ancora forza di volontà per andare avanti visto che considera V come un altro figlio. È doppiata da Krizia Bajos.

### Delamain
Delamain è un'intelligenza artificiale che gestisce la compagnia di taxi chiamata Delamain Corporation. Comunica con i clienti in auto attraverso alcuni schermi, in cui appare come un uomo calvo vestito con giacca e cravatta con carnagione bianca e labbra blu. Nel 2077 il fixer Dexter DeShawn affitta un taxi Delaiman per il furto del Relic e l'IA conduce V e Jackie all'hotel per poi recuperarli. Dopodiché l'IA si premunirà di portare il corpo di Jackie nel luogo indicato dal giocatore. Tempo dopo stringe amicizia con V e gli chiede aiuto nel rintracciare alcuni suoi taxi sfuggiti al suo controllo che hanno sviluppato una determinata personalità. Dopo aver recuperato tutti i taxi con le personalità di Delamain, V si reca all'edificio per intascare la sua ricompensa e trova che tutto l'edificio è completamente impazzito e sotto il controllo delle diverse personalità di Delamain. V si fa strada e giunge nel nucleo dell'IA e qui può decidere se distruggere il nucleo, resettare Delamain facendogli perdere la memoria e quindi la sua amicizia con V oppure incubare tutte le sue personalità in lui. In qualsiasi caso regalerà a V uno dei suoi taxi. 
È programmato e istruito per assistere i suoi clienti in ogni ambito, come assistenza medica, ma anche sicurezza personale. Infatti i suoi taxi sono estremamente resistenti: i vetri sono pressoché impenetrabili ai proiettili e il telaio, progettato in collaborazione con la Militech, è eccezionalmente resistente (nella missione “il colpo” è riuscito a resistere a una carica di Adam Smasher senza riportare grossi danni). È dotato inoltre di un efficace sistema di difesa, che tuttavia si può utilizzare solamente tramite le mod esterne. 
È doppiato da Samuel Barnett.

### Claire Russell
Claire è la barista dell'Afterlife. Donna transgender sui trenta anni con un carattere molto forte, ma gentile con tutti nonostante faccia la barista, cosa assai rara. La particolarità di Claire è che non possiede nessun impianto nel corpo. Gestisce un negozio di auto e come lavoro notturno lavora all'Afterlife diventando amica di Rogue. È lei a inventare i nomi dei drink. Quando V e Jackie si recano all'Afterlife conoscono Claire. Dopo la morte di Jackie lei mette nel menù un drink con il suo nome e comincia a fare amicizia con V chiedendogli di aiutarla a vincere delle corse clandestine. Se si vincono tutte le corse giungendo alla gara finale, Claire decide di essere sincera con V rivelando la sua storia, ovvero che in passato correva insieme a suo marito, ma durante una corsa è stato brutalmente ucciso da un altro corridore e lei lo vuole uccidere. Durante la corsa finale V può scegliere se concludere la corsa o inseguire l'assassino: se si sceglie di terminare la gara Claire si arrabbia con V accusandola di non averla aiutata nella sua vendetta e da allora si rifiuterà di servirla all'Afterlife; invece se si insegue l'assassino questi farà un incidente e si può decidere se lasciare che Claire lo uccida o no. A prescindere dalla scelta, lei ringrazia V per l'aiuto e gli regala il suo mezzo per porre fine definitivamente alla sua carriera da pilota di corse clandestine. È doppiata da Maddie Taylor.

### Meredith Stout
È un membro di alto rango della Militech. Donna molto decisa che non si fa scrupoli sul lavoro. Il suo compito è scoprire le informazioni che i Maelstrom hanno sulla Militech. Viene contattata da V riguardo alle informazioni sulla missione che devono svolgere per conto di Dexter. In base alle scelte si può decidere se collaborare o no con Meredith e in base alle scelte si può contattare il suo superiore accusandola di essere lei la spia e facendola giustiziare, invece se si vuole collaborare con lei si porta avanti il piano.

### Lizzy Wizzy
È la cantante più famosa di Night City. Il suo vero nome è Elisabeth Wissenfurth, ma come d'arte è conosciuta come Lizzy Wizzy. Oltre ad essere un'eccellente cantante, la sua particolarità è il numero di interventi che effettua sul suo corpo per risultare perfetta, infatti ha l'aspetto di un robot cromato e solamente i suoi capelli sono ancora suoi. Ormai non ha più nessuna parte del suo corpo vera, ma a differenza di Adam Smasher ella ha mantenuto l'aspetto di un essere umano nonostante sia composta da parti robotiche. Nel 2077, quando V ha raggiunto una certa fama a Night City, Lizzy contatta il mercenario per incontrarlo in un motel per affidargli un incarico, ovvero scoprire se il suo fidanzato la tradisce. V scopre che il suo fidanzato lavora per l'Arasaka e vuole utilizzare la sua amante come cavia per inserirla in un Relic, come Johnny Silverhand. V informa Lizzy sulla cosa e, in un impeto di rabbia, questa uccide il suo ragazzo chiedendo a V di sbarazzarsi del corpo. Nonostante l'omicidio commesso ella realizza un'idea per una nuova canzone. È doppiata da Grimes.

### Maiko Maeda
Maiko Maeda è un'associata dei Tyger Claws e lavora per loro come manager "non ufficiale" del locale Clouds. Prima vi lavorava come doll per i clienti e aveva una relazione con Judy Alvarez, finché non venne promossa. Judy aveva una forte cotta per lei ma Maiko era molto manipolativa, il che portò a una brutta rottura del loro rapporto, da allora le due sono state come fredde estranee l'una verso l'altra, anche se Maiko si preoccupa ancora per Judy in qualche modo.
Maiko e Judy si rincontrano quando quest'ultima e V cercano di emancipare le bambole del Clouds. Maiko si rifiuta di obbedire ma dà loro la possibilità di uccidere Oswald Forrest per aver torturato Evelyn Parker e averne causato indirettamente la morte. Maiko in seguito accetta di aiutare Judy e il suo gruppo organizzando un incontro con Hiromi Sato e i suoi capi, Jun Azegami e Marcus Ichida, per ucciderli. Durante l'incontro, però, Maiko cambia l'accordo: lei stessa vuole essere il nuovo proprietario del Clouds e governarlo autonomamente oltre a fornire pagamenti ai Tygers. Se V sceglie di accettare l'accordo, Jun ucciderà Hiromi e i boss la renderanno la nuova proprietaria del Clouds. Se V non segue il piano, i boss e Hiromi attaccheranno V. Dopo averli uccisi, a seconda del dialogo, Maiko potrebbe attaccare V per aver rovinato i suoi piani e V può scegliere di ucciderla o renderla inabile, oppure costringerla ad accettare la nuova situazione pur non essendone felice.

### Elizabeth e Jefferson Peralez
Elizabeth e Jefferson Peralez sono una coppia altolocata di Night City. Jefferson è un membro del Consiglio di Night City e candidato alle elezioni a sindaco, è un idealista che si oppone al controllo delle corporazioni sul governo della città; sua moglie Elizabeth è un avvocato oltre che figura politica che si occupa della campagna elettorale del marito. La coppia, insospettita dall'improvvisa morte dell'ex-sindaco Lucius Rhyne, contatta V per svolgere delle indagini riservate al riguardo e scoprire la verità su quanto è successo. Con l'aiuto del detective River Ward, V scoprirà che la morte di Rhyne è stata premeditata e in seguito insabbiata da Weldon Holt, attuale avversario di Jefferson nelle elezioni. Qualche tempo dopo, Elizabeth contatta di nuovo V in quanto preoccupata da alcuni strani atteggiamenti del marito. Indagando su ciò, V scopre che sia Elizabeth sia Jefferson vengono continuamente sottoposti a un graduale lavaggio del cervello a opera del loro stesso personale della sicurezza privata. Dietro a tutto si rivela esserci un'organizzazione ombra, il cui obiettivo è incastrare Holt per l'assassinio dell'ex-sindaco e agevolare l'elezione di Jefferson Peralez a sua insaputa. V non riuscirà a portare alla luce i responsabili, perciò Elizabeth, temendo per la loro vita, gli chiede di non rivelare nulla al marito. Se V deciderà di raccontare tutto a Jefferson, questi giura di trovare i colpevoli del complotto ma ciò lo porterà a sviluppare una paranoica diffidenza verso tutto e tutti, anche nei confronti di sua moglie; se invece mentirà dicendogli che Holt ha pagato la loro sicurezza per spiarli, i Peralez si limiteranno a licenziare il personale e Jefferson sarà eletto nuovo sindaco.
Prima del dialogo finale con Jefferson, V viene reso inabile da una forza sconosciuta che afferma di sapere chi è. La visuale glitchata è molto simile all'effetto dato dal Blackwall, solo che non è di colore rosso, bensì blu. Questo aspetto supporta ulteriormente il coinvolgimento di una potente IA del Blackwall che in qualche modo è meno malevola delle altre e vorrebbe il meglio per Night City, seppur a suo modo. Un'ipotetica IA vagante del cyberspazio viene menzionata anche da Johnny. Alla fine del dialogo, il giocatore può notare un misterioso uomo dagli occhi blu che lo osserva da un balcone poco distante (V non se ne accorge). Non è possibile sparargli. Viene generalmente considerato il proxy della stessa IA e non un essere umano vero e proprio.

### River Ward
Detective di Night City. Uomo giusto che crede nella giustizia nonostante sappia che la città è corrotta dalle corporazioni. Il suo senso di giustizia a volte lo porta a compiere azioni fuori dal protocollo e a litigare spesso con i suoi superiori, nonostante le sue azioni siano per una buona causa, infatti lui è diventato detective perché da bambino lui e sua sorella hanno visto i loro genitori uccisi da dei banditi e la polizia non ha fatto nulla per trovare i responsabili. Una volta diventato detective si è allontanato da sua sorella per colpa del suo lavoro ma lui è molto legato a Joss e ai suoi nipoti e cerca sempre di tenerli al sicuro. Nel 2077 riceve una telefonata dal mercenario V informandolo che sta svolgendo un incarico per la famiglia Peralez per scoprire la morte di Rhyne. River, accettando il caso, decide di collaborare con V scoprendo che le informazioni si trovano in un strip club abbandonato che viene utilizzato dagli Animals come base. V recupera la Braindance scoprendo la verità e informa i Peralez. Inoltre River scopre che il suo partner sapeva dell'omicidio ma non ha detto nulla perché è corrotto. Tempo dopo River chiede aiuto a V nel cercare suo nipote che è stato rapito. Man mano che continuano le ricerche scoprono che suo nipote è stato in contatto con una persona che gli ha fatto il lavaggio del cervello per poi rapirlo e rinchiuderlo in una vecchia fattoria che usa come covo. Se si riescono a trovare abbastanza indizi si può salvare il nipote di River altrimenti egli morirà e River ne uscirà distrutto. Se il personaggio di V è femmina si può cominciare una relazione con River. È doppiato da Robbie Daymond.

## Aldecaldo
Gli Aldecaldo sono un gruppo di nomadi residenti poco fuori da Night City. Anche se compiono contrabbando o furti sono persone buone e gentili e quello che fanno ha come obiettivo la salvaguardia della famiglia. Nonostante vivano come nomadi e ripudiando la società alcuni di loro posseggono degli impianti sul corpo. Sono resti con gli stranieri.

### Saul
Saul Britght, conosciuto solamente come Saul, è il leader degli Aldecaldo. Il suo scopo principale è la salvaguardia della sua famiglia ma lui sa bene che rimanere legato alle tradizioni del clan porterebbe alla rovina e spesso ha cercato di fare degli affari con le corporazioni per mantenere intatta la famiglia. Cerca sempre di fare la cosa giusta e non nega mai la responsabilità delle proprie scelte. È spesso in disaccordo con Panam riguardo alle decisioni da compiere e queste sue liti hanno portato una rottura tra i due costringendo la ragazza a lasciare la famiglia per diventare una mercenaria ad un Night City. Nel 2077 viene catturato da un gruppo di Raffen Shiv ma viene salvato da Panam e V. Successivamente V aiuta Panam a rubare un carro corazzato della Militech per difendersi dai Raffen Shiv nonostante Saul fosse contrario. Alla fine dopo varie discussioni Saul ammise che le decisioni prese da Panam sono state giuste e la nomina co-leader degli Aldecaldo e ringrazia V per tutto l'aiuto. Se si sceglie di chiedere aiuto a Panam per assaltare l'Arasaka, tutti gli Aldecaldo accettano di aiutare V come ringraziamento per tutto quello che ha fatto per loro, inoltre Saul fa entrare ufficialmente il/la mercenario/a nel clan. Il giorno dell'assalto attaccano un cantiere Militech per utilizzare una scavatrice per arrivare sotto il palazzo Arasaka, V viene accompagnata da Saul e Panam. Quando ormai sono giunti al Mikoshi vengono raggiunti da Adam Smasher e questi uccide Saul schiacciandogli il cranio. Se si sceglie una qualsiasi opzione che non richiede l'aiuto degli Aldecaldos, Saul invia un messaggio a V augurandole buona vita e che lei/lui sarà sempre benvenuto/a tra il clan. È doppiato da Diarmaid Murtagh.

### Mitch Anderson
Uno dei membri più fidati degli Aldecaldo è Mitch, una persona molto gentile che non giudica nessuno nonostante le sue opinioni, è molto fedele alla famiglia e spera che Saul e Panam smettano di litigare. Il suo braccio sinistro è completamente robotico come Johnny Silverhand. In passato insieme al suo amico Scorpion ha partecipato a una guerra tra Corporazioni e qui ha imparato a guidare i panzercorazzati e a diventare un tecnico molto esperto. Tuttavia quando era arruolato gli davano da bere un mix di cocktail di droga per aumentare le sue sinapsi al punto da non sentire più dolore per alcuni momenti. Ancora adesso per alcuni momenti è completamente impassibile su determinati dolori. Tornato dalla guerra ha cominciato a soffrire di stress post-traumatico. Nel 2077 conosce V grazie a Panam e insieme assaltano il mezzo volante con all'interno Hellman. Durante l'assalto Mitch viene catturato da un soldato ma viene salvato da V. Tempo dopo insieme a Panam, V e ad altri Aldecaldos recuperano un vecchio Basilisk corazzato per difendersi dai loro rivali. Se si sceglie di chiedere aiuto a Panam per arrivare al Mikoshi, tutti gli Aldecaldos aiutano V a raggiungere l'Arasaka e assaltano una miniera Militec per raggiungere la scavatrice. Durante l'assalto Mitch cerca di attivare la scavatrice e rimane indietro per tenere impegnata la Militech con il Basilisk, permettendo a Saul, Panam e V di arrivare al Mikoshi e venendo dato per morto data l'impossibilità per una sola persona di sostenere il carico neurale del corazzato. Tempo dopo la battaglia, si scopre che Mitch è sopravvissuto dato che il suo cervello si era adattato alla logorante guerra di molti anni prima, che costringeva i soldati a passare tutto il loro tempo in questi carri che mettevano a dura prova il loro sistema nervoso. V nel frattempo si è unito agli Aldecaldos e insieme progettano di lasciare Night City per sempre. È doppiato da Martin McDougall.

## Arasaka
L'Arasaka è una delle corporazioni più importanti e famose di Night City. È specializzata in servizi di sicurezza e distribuzione di prodotti realizzati in Giappone, in tutto il Nord America. Nel corso degli anni ha sviluppato una reputazione oscura come società che copre le sue tracce usando cyber assassini, dunque da temere. Può essere considerata la principale antagonista dell'avventura.

### Saburo Arasaka
Saburo, conosciuto anche col soprannome "L'Imperatore" è passato da essere un semplice soldato dell'aviazione militare giapponese al Dio delle Corporazioni nel XXI secolo. È il figlio del fondatore dell'Arasaka Corporation, Sasai, che appunto nel 1915 crea quella che in futuro diventerà una delle Corporazioni più famose e più importanti del mondo. Appare anche in Cyberpunk 2020. Saburo è orgoglioso, onorevole e come afferma lui stesso è assetato di potere. Sebbene abbia 158 anni è ancora una persona molto sveglia e attiva e detiene ancora il potere assoluto sull'Arasaka, cosa alla quale non intende rinunciare. Saburo è molto arrogante e si considera l'uomo più abile che sia mai esistito. Crede fermamente nei valori tradizionali giapponesi e li fa rispettare alla sua famiglia. Nonostante sia una persona avida di potere lui si ritiene buono perché il suo obiettivo è quello di portare il Giappone alla sua antica gloria. Odia profondamente gli Stati Uniti per tutto quello che hanno fatto al suo paese durante la Seconda Guerra Mondiale che lui stesso ha combattuto. Nel 2020 viene considerato l'uomo più potente del mondo. La sua guardia personale è Goro Takemura. Saburo nasce nel 1919 in Giappone da una famiglia discendente dagli antichi samurai. Saburo ha tre figli: Kei, Hanako e Yorinobu. A causa del carattere ribelle del figlio ebbe diversi problemi con quest'ultimo che lo costrinsero ad allontanarlo dall'Arasaka. Nel 2077 Saburo decide di parlare con suo figlio Yorinobu ma la conversazione finisce nel peggiore dei modi: Yorinobu uccide suo padre Saburo strangolandolo. La morte di Saburo ha smosso il mondo delle corporazione e gli unici testimoni dell'omicidio sono V e Jackie che in quel momento si erano infiltrati nel palazzo e hanno assistito alla scena. Se si sceglie di accettare la proposta di Hanako si scopre che Saburo è ancora vivo sotto forma di Relic come Johnny e, dopo aver fermato Yorinobu, prende il controllo del corpo del figlio ritornando in vita. Ciò scatena un enorme disaccordo mediatico in tutto il mondo che lo accusa di aver ucciso il suo stesso figlio e di ritenersi una divinità. Saburo è doppiato da Masane Tsukuyama.

### Yorinobu Arasaka
Secondo figlio di Saburo e leader della gang Steel Dragons. È diventato l'erede diretto dell'Arasaka alla morte di suo fratello maggiore Kei ma gran parte degli ideali di suo padre non li condivide e da sempre litiga spesso con lui. Yorinobu nasce nel 1995 e da quando è nato lui e sua sorella Hanako hanno ricevuto ogni genere di comfort e un'istruzione all'avanguardia. Per anni è rimasto indifferente sulle azioni di suo padre fino a quando a 21 anni suo padre gli racconta le ideologie dell'Arasaka lasciando sconvolto. Yorinobu comincia a provare un profondo odio verso di lui e giura che lo avrebbe fermato prima che i suoi piani fossero diventati troppo pericolosi, così si unisce alla gang Steel Dragons. Per anni è stato il leader della sua gang e ha cercato di detronizzare l'Arasaka, ma si rese conto che il potere di suo padre era troppo grande e con l'aiuto di Hanako torna a Night City per riallacciare i rapporti col padre, sebbene non gli abbia mai più parlato in modo affettivo. Durante una sera i due si incontrano dopo anni e alla fine Yorinobu uccide suo padre strangolandolo e alla stampa dichiara che i due ladri intrufolati (Jackie e V) sono gli assassini del padre. Partecipa alla parata in onore di suo padre e quando Hanako viene rapita invia i suoi squadroni migliori alla sua ricerca. Se si sceglie di accettare la proposta di Hanako, Yorinobu obbliga sua sorella a rimanere nella sua villa e lui progetta di uccidere il consiglio d'amministrazione ma viene fermato da V. Una volta fermato, a Yorinobu viene inserito il Relic di suo padre, così facendo lui muore e suo padre Saburo prende il controllo completo del suo corpo. È doppiato da Hideo Kimura.

### Hanako Arasaka
Hanako è la terza figlia di Saburo nonché unica figlia femmina. È un'abile netrunner ed è amata da molte persone per il suo carattere docile e gentile verso i dipendenti Arasaka. Anche lei è a conoscenza delle ambizioni del padre e preferisce una via meno rischiosa o sanguinaria, tuttavia ama suo padre nonostante ammetta che non è una brava persona. Hanako è nata nel 1999 e anche lei, nonostante l'età, possiede un aspetto giovanile grazie ai numerosi impianti che possiede sul corpo. Inoltre è molto legata al fratello Yorinobu nonostante sappia anche lei di che tipo di persona si tratti. Nel 2077 alla morte del padre si reca a Night City per partecipare alla parata annuale dell'Arasaka e viene rapita da Takemura e V per informarla che suo fratello ha ucciso Saburo. La conversazione non dura molto perché le squadre d'élite dell'Arasaka irrompono e salvano Hanako. Tempo dopo la donna invia una Doll da V per comunicarle di parlare in privato. V e Hanako si incontrano e la donna ammette che ha sempre saputo che suo fratello ha ucciso Saburo e chiede a V di ucciderlo, in cambio lei avrebbe tolto il Relic di Johnny Silverhand dalla sua testa. Se si accetta la proposta di Hanako, ella chiede a V di recuperarla dalla sua villa perché è sotto custodia dalle guardie di suo fratello Fatto ciò, si dirigono all'Arasaka Tower per parlare con il consiglio d'amministrazione e licenziare Yorinobu. Qui Hanako rivela a V che Saburo è ancora vivo sotto forma di Relic come Johnny. Durante la riunione Yorinobu scaglia i suoi uomini per uccidere il consiglio e V si fa largo tra i soldati fino a giungere da Yorinobu. Hanako chiede di lasciarli soli e aiuta V portandola su una stazione orbitante attorno alla Terra per togliergli il Relic. Completata l'operazione, V dovrà scegliere se diventare un engramma anche lui/lei o tornare sulla Terra per vivere gli ultimi sei mesi che rimangono. Se ritorna sulla Terra Hanako propone di assumere V come sua guardia del corpo. È doppiata da Alpha Takahashi.

### Adam Smasher
È la guardia del corpo personale di Yorinobu. Smasher è praticamente un cyborg con modifiche cibernetiche sul 96% del corpo: solamente il cervello e parte della faccia sono ancora organici. Gli impianti che si è installato lo hanno reso più una macchina che un uomo, al punto da superare anche il numero di modifiche tipiche dei Maelstrom. A causa di un'esplosione a inizio secolo perse gran parte del suo corpo e l'Arasaka gli propose di renderlo un cyborg e farne una guardia del corpo: Smasher accettò diventando un'imponente macchina da guerra con numerose armi a sua disposizione e senza alcuna empatia per nessuno. Nel 2023, quando Johnny Silverhand assalta l'Arasaka viene catturato da Smasher stesso e prima che venne inserito nel Relic fu proprio Smasher a uccidere Johnny. Nel 2050 diviene la guardia del corpo di Yorinobu Arasaka svolgendo allo stesso tempo i lavori più loschi negli affari dell'Arasaka, guadagnandosi la fama di esperto nella gestione delle questioni in sospeso. Nel 2077 torna a Night City insieme a Yorinobu. A prescindere da qualsiasi scelta del finale, Smasher è l'avversario finale del gioco. Se si sceglie di assaltare l'Arasaka con gli Aldecaldos il cyborg uccide Saul; invece se si sceglie di assaltare con Rogue impersonando Johnny il mostro di metallo cattura Rogue ed ella si sacrifica facendosi saltare in aria con una granata, tuttavia non uccide Smasher. Alla fine affronta Smasher in tutti i finali e, una volta sconfitto, si può decidere se ucciderlo o risparmiarlo. È doppiato da Alec Newman

### Sandayu Oda
È la guardia del corpo personale di Hanako. Quando Oda viene assunto dall'Arasaka viene addestrato personalmente da Takemura e i due divennero amici sviluppando un senso di onore e rispetto reciproco. Le abilità di Oda vennero riconosciute dall'Arasaka e venne assegnato come guardia del corpo ad Hanako. Oda utilizza tecniche da ninja ed è molto veloce nel combattimento, inoltre possiede le lame da mantide. Nel 2077 viene contattato da Takemura per parlargli in privato e in onore dei vecchi tempi acconsente e Goro chiede al suo ex allievo di poter parlare con Hanako, ma Oda rifiuta e li lascia andare senza doverli uccidere per rispetto del suo maestro. Durante la parata V cerca di raggiungere la sala di controllo, ma viene intercettato da Oda, che comincia a combattere con lui, riuscendo a sconfiggerlo: una volta annientato V può decidere se ucciderlo o risparmiarlo. È doppiato da Noshir Dalal.

## Fixer
I fixer sono dei personaggi molto influenti a Night City e svolgono diversi mansioni illegali tra cui ricettazione e contrabbando, tuttavia svolgono anche mansioni da broker per conto di coloro che li assoldano. A sua volta anche i fixer possono assoldare mercenari per svolgere incarichi che sono per lo più rubare un determinato oggetto o uccidere un bersaglio tuttavia le mansioni cambiano per ogni fixer. Ognuno di essi controlla una determinata zona di Night City e i mercenari che assumono gli fanno svolgere le missioni nei loro suddetti territori.

### Dexter Deshawn
Da tempo considerato uno dei migliori fixer di Night City dopo Rogue. Fisicamente è un uomo imponente di colore con il braccio destro robotico di color oro. Per molto tempo ha lasciato Night City ma nel 2077 ritorna in città venendo assunto da Evelyn Parker per rubare il Relic all'Arasaka. Dexter arruola T-Bug, Jackie e V per compiere il furto e una volta rubato il Relic incontra in un motel V per poi tramortirlo. Dexter porta il mercenario nella discarica di Night City per poi consegnarlo a colui che lo voleva vivo, ovvero Takemura. Quest'ultimo dopo essersi accertato che V è vivo uccide Dexter. È doppiato Michael-Leon Wooley.

### Regina Jones
È la principale fixer del quartiere Watson di Night City. In passato ha lavorato come giornalista ma dopo che la sua redazione è stata inglobata dalle corporazioni ella decide di diffondere le sue notizie tramite i media salvando persone prese di mira dalle corporazioni. Così facendo è diventata una fixer e a volte assume mercenari per svolgere i suoi lavori. Nonostante ora lavori con le persone più pericolose di Night City il suo obiettivo è quello di far sapere la verità alla popolazione.

### Wakako Okada
È la fixer che opera nel quartiere di Westbrook. Il suo ufficio si trova a Japantown. Ella gestisce un piccolo casinò a Japantown, si è sposata cinque volte e ha nove figli e tutti si sono uniti alla gang Tiger Claws raggiungendo ranghi molto alti, tuttavia essendo la madre ha ancora molta influenza su di loro e cerca di tenerli in riga per non farli scontrare con altre bande rivali. Il suo passato è avvolto nel mistero, ma è rispettata da tutti a Night City. Mantiene sempre un comportamento molto educato e calmo, ma tutti la paragonano ad una leonessa che è pronta a mangiare il suo prossimo obiettivo quando vuole. È doppiata da Ren Hanami.
Una volta terminati tutti i suoi contratti, farà trovare a V una katana iconica nel suo appartamento.

### Sebastian Ibarra
Ex-prete. Viene chiamato per lo più "Padre". Nonostante non pratichi più è ancora credente. Opera come fixer nel quartiere di Heywood. Nonostante sia di fatto diventato un criminale, il suo scopo è mantenere l'ordine nel suo quartiere cercando di aiutare chiunque sia in difficoltà, visto che a Night City la polizia aiuta solamente i corporativi. Detesta qualsiasi gang e le definisce tutte prive di onore, sebbene abbia frequenti rapporti con i Valentinos. In passato ha lavorato con V e tra i due c'è rispetto reciproco; a volte si comporta come una figura paterna nei confronti del mercenario.
Una volta terminati tutti i suoi contratti, farà trovare a V una pistola iconica nel suo appartamento.

### Dakota Smith
È la principale fixer delle Badlands. Nonostante lei sia una nomade facente parte degli Aldecaldos, crede che i Corporativi e i Nomadi facciano tutti parte di un unico ecosistema nonostante abbiano dei modi e stili di vita diversi. Va sempre in giro con la sua maschera d'ossigeno. La sua base è un vecchio garage in mezzo al deserto. Chiama i membri della sua gang "fratelli" o "sorelle". È doppiata da Sabri May.

### Dino Dinovic
Dino è un rocker che, oltre ad essere il più importante fixer del City Center, suona come bassista nei Gloryhole Bandits, una band insolita che vende tutti i biglietti disponibili per i concerti, ma nessuno può dire di averli effettivamente sentiti suonare. In gioventù Dino ebbe la possibilità di assistere ad un concerto dei Samurai, durante il quale, come lui stesso racconta, Johnny Silverhand minacciò di ferire gravemente un corporativo che aveva rapito e tenuto nel backstage se la band non avesse ottenuto almeno tre bis. Sebbene Dino fosse troppo giovane per aver incontrato formalmente Silverhand, ammira le sue azioni come una forma di stile. Similmente agli altri fixer, Dino non entra troppo nella moralità dei contratti che accetta e si schiera sempre dalla parte di chi paga, pur non perdonando chi rovina il suo lavoro.
Una volta terminati tutti i suoi contratti, dirà a V di recarsi in un garage dove ci sarà una Quadra Type-66 ad attenderlo.

### Muamar Reyes
Muamar "El Capitán" Reyes è il più importante fixer del quartiere di Santo Domingo. Un tempo era un corporativo, ma quando si è reso conto che avrebbe preferito essere lui a stabilire le regole del gioco si è messo in proprio come fixer. Afferma di essersi guadagnato il soprannome aiutando così tanto le persone da ottenere un titolo imponente degno di ammirazione. Ammira Santo Domingo per la tenacia delle persone che ci vivono: non importa chi tenti di impadronirsi della zona, nessuno ci riesce perché, secondo le sue stesse parole, le persone sono leali e non si lasciano ingannare. È uno dei pochi che ha ancora contatti con Falco, l'ultimo rimasto della banda del famoso edgerunner David Martinez.
Una volta finiti tutti i suoi contratti, farà trovare a V un fucile a pompa iconico nel suo appartamento. 

### Mr. Hands
Wade Bleecker, meglio conosciuto come Mr. Hands, è un fixer che svolge i suoi affari nell'area di Pacifica. Era un corporativo di alto rango e di gran successo della Petrochem, finché, in seguito a un improvviso cambiamento nell'alta dirigenza, fu scelto per essere sacrificato. Riuscì a sopravvivere a un tentativo di omicidio da parte della corporazione, ma dopo che gli fu messa una taglia sulla testa fu costretto a scomparire: cambiò volto e nome e divenne noto come Mr. Hands, l'unico fixer di spicco di Pacifica. Venne presto conosciuto come il fixer più segreto di Night City, senza alcun covo conosciuto o idea di come fosse realmente; l'unica immagine di lui visibile sono le sue mani durante le olochiamate, che tuttavia sono facilmente riconoscibili essendo robotiche e dai colori bizzarri. L'unico modo in cui un mercenario può mettersi in contatto con lui è tramite una chiamata, senza mai incontrarsi di persona; è così che preferisce fare affari, con poca interazione con chiunque. L’affidabilità di V, tuttavia, gli permette a un certo punto della storia di incontrare Hands di persona e da quel momento si farà vedere in faccia da lui anche in olochiamata. Nell'espansione Phantom Liberty ha un ruolo importante e si scopre che la sua base è un hotel di Dogtown. Ha una figlia piccola.
Una volta terminati tutti i suoi contratti, convoca V nella sua stanza d'hotel per congratularsi e all'uscita gli fa trovare una Quadra R-7. 

## Governo N.U.S.A. (Nuovi Stati Uniti d'America )
I Nuovi Stati Uniti d'America (N.U.S.A.), sono un paese composto da 51 stati e altri vari possedimenti territoriali in tutto il mondo. A seguito di un totale collasso economico, sociale e politico dei vecchi Stati Uniti avuto inizio nel 1994, il rebranding del paese come Nuovi Stati Uniti d'America fu completato nel 2040 per opera della presidente Elizabeth Kress. Nel 2069, il successore di Kress, Rosalind Myers, istigò la Guerra di Unificazione per riunificare i vecchi stati. Nel 2077, gli N.U.S.A. sono la ventiquattresima economia più grande del mondo e detengono solo una piccola parte della precedente influenza negli affari internazionali.

### Solomon Reed
Solomon Reed è un agente della FIA (Federal Intelligence Agency) dall'intaccabile lealtà e senso del dovere. Nel 2070, durante la fine della Guerra di Unificazione, Reed era in servizio attivo a Night City. La loro ultima missione era neutralizzare Murata Ozuru, un ammiraglio della Arasaka Corporation. Prima che potesse procedere con l'incarico, la presidente Myers lo convocò e lo fece tornare nei N.U.S.A., ma durante il viaggio di ritorno fu tradito dall'agente So Mi (sua protetta) e abbattuto a colpi d'arma da fuoco da dei soldati Arasaka. Reed fu dichiarato morto in missione ma in qualche modo sopravvisse all'imboscata, rimase in cura per molti mesi e si infiltrò in quella che sarebbe diventata la Dogtown di Night City, dove sarebbe rimasto come agente dormiente. Nel 2077 lavora come buttafuori all'Electric Orgasm, un bar di proprietà del fixer Dino Dinovic, per guadagnarsi da vivere (poiché essere un agente dormiente della FIA non comporta uno stipendio) finché, dopo lo schianto dello Space Force One, la presidente Myers ordina a V di mettersi in contatto con lui tramite un telefono analogico specializzato situato in un ristorante abbandonato a Dogtown. Reed incontra V per la prima volta in un campo da basket dove discutono su come salvare la presidente, aiuta quindi Myers a fuggire da Dogtown e lavora insieme a V per salvare Songbird dalle grinfie del ex-colonnello Kurt Hansen. È doppiato e interpretato da Idris Elba, che gli presta anche il volto.

### So Mi "Songbird" Song
Netrunner di eccezionale talento che lavora come analista di intelligence per gli N.U.S.A., Songbird è una delle risorse più preziose di cui il governo ha bisogno per proteggere la precaria posizione del paese. All'età di 19 anni attirò l'attenzione della FIA dopo aver tentato di sfondare il Blackwall. L'agente Solomon Reed fu incaricato di reclutarla dandole un ultimatum: unirsi alla FIA o essere presa di mira dalla NetWatch. Senza altra scelta, So Mi abbandonò la sua vecchia vita e lasciò la sua casa a Brooklyn con Reed, diventando poco dopo la sua apprendista e protetta. In poco tempo, il suo talento consolidò la sua posizione di braccio destro della presidente Myers. Affiancò Reed nella sua ultima missione nel 2070, dopodiché continuò a lavorare sotto la presidente Myers, portando avanti il suo lavoro come netrunner e aumentando notevolmente il suo cyberware, spesso anche esponendosi al Blackwall e alle IA rinnegate al di là di esso. Nel 2077, mentre è in volo sullo shuttle Space Force One insieme alla presidente, lo shuttle viene dirottato e in seguito abbattuto su Dogtown da Kurt Hansen, così contatta V chiedendo aiuto per salvare la presidente. La netrunner guida V nel corso del salvataggio, ma mentre cerca di prendere il controllo di una Chimera da guerra per proteggere i due viene catturata dagli uomini di Hansen. Myers, dopo essere tornata sana e salva a Washington, impiega V e Reed per salvare Songbird, la quale si rivela lavorare come collaboratrice di Hansen per rubare un'intelligenza artificiale da Blackwall ospitata in una matrice neurale, trovata in un bunker sotterraneo della Militech. So Mi rivela a V che sta morendo dopo che Myers ha continuato a usarla per attingere al Blackwall per i suoi scopi personali, cosa che l'ha portata a odiare la presidente dei N.U.S.A., per questo vuole rubare per sé la IA e usarla per curare la propria condizione, dopodiché sfuggire alla presa dei N.U.S.A. Tuttavia sa che Reed potrebbe non aiutarla e riportarla invece al governo americano, così progetta di tradire Reed e scappare con l'aiuto di V. Le sue sorti dipenderanno dalle scelte fatte da V nel corso della partita: aiutare lei a scappare o aiutare Reed a catturarla.

### Kurt Hansen
Hansen è un ex-colonnello degli N.U.S.A. che governa Dogtown con il pugno di ferro. Durante la Guerra di Unificazione, la sua decisione strategica gli permise di prendere il controllo di una parte del distretto Pacifica di Night City. Dopo la guerra, Hansen disertò dagli N.U.S.A. e ignorò gli ordini di lasciare l'area, ritagliandosi un proprio paradiso privato e diventando una sorta di tiranno militare. Controllate dalla milizia BARGHEST di Hansen, le aree peggiori del distretto di Pacifica divennero una zona di combattimento e ad un certo punto furono isolate dal resto della città. Non molto tempo dopo Hansen avrebbe ribattezzato questa zona Dogtown. Dopo aver istituito il mercato nero del distretto, il commercio di armi e altri affari sgradevoli trasformarono l'ex sottodistretto di Pacifica in un'attività molto redditizia. Pertanto, i poteri governativi decisero di lasciarlo in pace, consentendo ad Hansen di continuare a governarlo con la sua operazione di contrabbando su larga scala. L'esperienza militare, l'acuto intelletto e la sua visione strategica fanno di lui un nemico temibile. Nel 2077 dirotta e abbatte lo shuttle presidenziale Space Force One e, benché non riesca a catturare la presidente Myers, mette invece le mani sulla netrunner Songbird della quale intende servirsi per estrarre preziosi dati da una matrice neurale rinvenuta in un bunker sotterraneo della Militech.

### Rosalind Myers
Rosalind Myers è il presidente dei Nuovi Stati Uniti d'America, ex CEO della Militech ed ex marine. Attualmente al suo terzo mandato, è la seconda donna a ricoprire la carica di presidente nella breve storia della nazione. La gente di Night City ha delle opinioni molto divise su di lei e la sua presidenza: molte persone la vedono come una fascista corrotta e sostenuta dalle multinazionali con manie imperialiste, mentre altri accettano il suo controllo indicando il tasso di criminalità di Night City molto più alto rispetto a quello di qualsiasi altra parte degli N.U.S.A. Suo braccio destro e miglior netrunner è Song So Mi, che tuttavia ha sfruttato talmente tanto da costringerla a penetrare più volte il Blackwall per i suoi fini (infrangendo segretamente molte leggi internazionali) anche a costo di farle rimettere la salute, motivo per cui la netrunner la odia profondamente e vuole sfuggire al suo controllo. Nel 2077, mentre è in volo con Song So Mi e altri nove membri dell'equipaggio sopra la costa californiana sullo Space Force One, un missile colpisce direttamente l'ala dello shuttle, costringendolo ad atterrare, inoltre le comunicazioni vengono bloccate e la traiettoria della navicella dirottata verso Dogtown di Night City. Dopo essere sopravvissute all'atterraggio, Myers viene salvata sul luogo dell'incidente dal mercenario V contattato da So Mi e, grazie al suo aiuto e a quello di Solomon Reed, riesce a fare ritorno in patria. A seguito di ciò, affida a Reed e a V la missione di recuperare Songbird dalle mani di Hansen.

### Alena "Alex" Xenakis
Agente della FIA sotto copertura, specialista in tecnologia metantropica ed ex protetta di Solomon Reed. Cresciuta nei bassifondi del Metroplex di Los Angeles, Alex sognava di diventare una star di braindance, tuttavia lo studio di BD che la scoprì si rivelò essere una copertura della FIA. Ben presto, Alex divenne un agente alle prime armi sotto l'ala protettrice dell'esperta spia Solomon Reed, intraprendendo operazioni rischiose e missioni segrete, sia nazionali che straniere. Quando scoppiò la Guerra di Unificazione, fu mandata a Night City, dove le cose andarono male e Alex si nascose nei bassifondi di Dogtown. Dopo sette anni sotto copertura, nel 2077 viene contattata da V con l'aiuto di Reed e lavorerà insieme a loro per liberare Songbird dalla prigionia di Hansen.